# سفیدسنگان (بدخشان)
سفیدسنگان (به لاتین: Safed Sangan) یک منطقهٔ مسکونی در افغانستان است که در ولسوالی خواهان واقع شده‌است.